# Gros-Guillaume
Pour les articles homonymes, voir Gros et Guillaume.
Robert Guérin, dit La Fleur, plus connu sous le nom de Gros-Guillaume, est l'un des acteurs français les plus célèbres du XVIIe siècle. Il est né à Paris vers 1554 et est mort à Paris en 1634.

## Biographie
Paillasse du XVIIe siècle, il est du nombre des comédiens que le roi Henri IV mande souvent au Louvre. Il fait partie de la bande joyeuse des Enfants-sans-Souci vers 1598, puis de la troupe de l'Hôtel d'Argent, avant d'entrer à l'Hostel de Bourgongne (Hôtel de Bourgogne) en 1610 dans la troupe de Valleran Le Conte. Il y prend la direction d'une troupe deux ans plus tard et y constitue la sienne en 1612. Il forme un trio avec deux garçons boulangers comme lui, Gaultier-Garguille (mort en 1633) et Turlupin (mort en 1637) et joue indifféremment des rôles d’hommes ou de femmes, mais alors que lui est fariné, ses compères portent un masque. Sur son jeu, Tallemant a écrit : « Il disait les choses naïvement, et avait une figure si plaisante qu'on ne pouvait s'empêcher de rire en le voyant ». À partir de 1622, il est le chef incontesté des « comédiens du Roi » et le restera jusqu'à sa mort. Guillot-Gorju lui succède en 1635, et forme lui aussi un trio avec Gorguelu et Gringalet.
Selon Maupoint (Bibliothèque des théâtres, 1733), il aurait été boulanger avant de devenir « farceur ». C'était, dit-il « un franc yvrogne, gros, gras & ventru, qui ne paroissoit sur le Théatre que garotté de deux ceintures, l'une au-dessous du nombril, & l'autre près des tétons, qui le mettoient en tel état qu'on l'eût pris pour un tonneau. Il ne portoit point de masque ; mais se couvroit le visage de farine, ensorte qu'en remuant un peu les lèvres, il blanchissoit tout d'un coup ceux qui lui parloient ».
Atteint de gravelle, ses grimaces de douleur font partie de son jeu et ne l'empêchent pas de vivre 80 ans. Il a été enterré à la paroisse Saint-Sauveur.

## Œuvres
Gros-Guillaume a écrit des facéties dont :
- Les Railleries de Gros-Guillaume sur les affaires de ce temps (1623) ;
- Les Bignets de Gros-Guillaumes à Turlupin et à Gautier-Garguille pour leur mardy-gras, sur le sieur Tripotin, gentilhomme fariné de l'hostel de Bourgongne ;
- Songe et visions joyeuses de Gros-Guillaume ;
- Testament de Gros-Guillaume (1634) ;
- Songe arrivé à un homme d'importance (1634).